# Isaac Vorsah
Isaac Vorsah (Acra, 21 de junho de 1988) é um futebolista ganês que atua como Zagueiro e Volante.

## Carreira
Pela Seleção Ganesa, o atleta participou da Copa do Mundo 2010, chegando até as quartas de final da competição. fez parte do elenco da Seleção Ganesa de Futebol na Campeonato Africano das Nações de 2013.

## Títulos
Gana
- Campeonato Africano das Nações: 2010 2º Lugar.

Red Bull Salzurg
- Campeonato Austríaco de Futebol (2):2013-2014 2014–15
- Copa da Áustria de Futebol: 2013-2014